# Muça ibne Noçáir
Muça ibne Noçáir (Musa ibn Nusair - "lit. Muça, filho de Noçáir"; 640 — 716) foi um muçulmano do Iémen, governador de Ceuta e general ao serviço dos Omíadas. Foi um dos líderes da Invasão muçulmana da Península Ibérica em 711.

## Biografia
Em 698, foi condecorado como vice-rei do Norte de África e foi o responsável de uma grande rebelião berbere. Muça suportou os constantes conflitos com a marinha bizantina e construiu a frota que foi utilizada na conquista das ilhas de Ibiza, Maiorca e Menorca.
Na Península Ibérica, desenrolavam-se lutas internas entre os Visigodos. Entre as facções, estaria o filho de um falecido rei, obstinado pelo seu afastamento do poder. Esta facção apelou a Muça que intercedesse na guerra civil, e Muça acedeu. Enviou o seu general Tárique à Península. Os exércitos de Tárique desembarcaram em Gibraltar a 30 de Abril de 711, de onde deram início a um série de lutas conhecidas como a invasão muçulmana. A sua maior vitória deu-se em Setembro do mesmo ano, quando os muçulmanos derrotaram o rei visigodo Rodrigo, que faleceu, na batalha de Guadalete.
Muça juntou-se a Tárique em 712 para conduzir os exércitos em direcção ao sul da França, conseguindo anexar algumas terras. Muça planeava invadir a restante Europa, mas foi chamado pelo califado de Damasco por Ualide I para se justificar, já que o segundo não tinha conhecimento da conquista. Ualide morreria pouco depois, e Muça seria aprisionado pelo seu sucessor, Solimão, que o mandaria executar a 716. O motivo desta execução, embora incerto, parece prender-se com o facto de Muça constituir uma ameaça para Solimão.

## Descendência
- Abdalazize ibne Muça